# 歴史研究手帖
『歴史研究手帖』（れきしけんきゅうてちょう）は、神戸深江生活文化史料館発行の季刊紙である。

## 各号内容

### 創刊号 ( 1988年8月30日 )
| 巻頭一言                                      | 史料館主任研究員 望月 浩                   | p1   |
| 織田・豊臣・徳川 ― その系図上の接点を求めて ― | 史料館研究員 道谷 卓 ( みちたに たかし )   | p2-6 |
| 青春の光と影 ～若狭・丹後珍道中記（前編）～   | 奈良大学生 柏原 正民 ( かしはら まさひと ) | p7-8 |

### 第2号 ( 1988年12月15日 )
| 巻頭一言                                               | 神戸深江生活史料館主任研究員 望月 浩                         | p1   |
| 『武庫郡誌』にみられる大阪城石材についての記載の再検討 | 史料館研究員・芦ノ芽グループ 藤川 祐作 ( ふじかわ ゆうさく ) | p2   |
| 北海道にあった「御影」                                 | 史料館研究員・神戸歴史研究会副代表 道谷 卓                   | p3-4 |

### 第3号 ( 1989年2月20日 )
| 巻頭一言                                    | 神戸深江生活史料館主任研究員 望月 浩 | p1   |
| 九度山町の柿取り農具                        | 奈良大学生 三浦 基 ( みうら もとい ) | p2   |
| 青春の光と影 ～若狭・丹後珍道中記（後編）～ | 史料館調査員・奈良大学生 柏原 正民   | p3-4 |

### 第4号 ( 1989年5月20日 )
| 有馬交通図 ( 有馬温泉小鑑より )  | 有馬交通図 ( 有馬温泉小鑑より )      | p1   |
| 近世の宿駅争論からみる唐櫃越間道 | 神戸深江生活史料館主任研究員 望月 浩 | p2-4 |

### 第5号 ( 1989年8月20日 )
| 御影石の搬出 ( 『摂津名所図会』 ) 摂津国御影石の採石場の様子 ( 『日本山海名産図会』寛政11年 ) | 御影石の搬出 ( 『摂津名所図会』 ) 摂津国御影石の採石場の様子 ( 『日本山海名産図会』寛政11年 ) | p1   |
| 数珠繰りに関する覚書 ― 神戸市西区伊川谷町の一事例 ―                                           | 奈良大学生・史料館調査員 柏原 正民                                                            | p2-3 |
| 文禄三年銘のある石仏調査報告                                                                  | 神戸深江生活史料館主任研究員 望月 浩                                                          | p4   |

### 第6号 ( 1989年11月20日 )
| 伊川谷の五輪塔（１） | 史料館主任研究員 望月 浩 | p1-4 |

### 第7号 ( 1990年2月20日 )
| 【写真】貝割り遊びに興じる子供たち ( p4「あそび」より ) | 【写真】貝割り遊びに興じる子供たち ( p4「あそび」より ) | p1   |
| 伊川谷の五輪塔（２）                                    | 史料館主任研究員 望月 浩                                | p2-4 |
| あそび ― 安芸の宮島でみかけた風景 ―                     | 史料館研究員・芦ノ芽グループ員 藤川 祐作                | p4   |

### 第8号 ( 1990年5月20日 )
| 【写真】空から見た五色塚古墳 ( 神戸市教育委員会『史跡五色塚古墳』より ) | 【写真】空から見た五色塚古墳 ( 神戸市教育委員会『史跡五色塚古墳』より ) | p1   |
| ブラブラ博物館記 阪神編 No.1 -民俗資料展示を中心に見たその現状-         | 史料館研究員 望月 友二                                                  | p2   |
| 五色塚古墳 -その築造技術の分析-                                         | 片岡 善亀                                                               | p3-6 |

### 第9号 ( 1990年8月20日 )
| 【写真・実測図】阪急六甲駅南にあった矢穴石 | 【写真・実測図】阪急六甲駅南にあった矢穴石 | p1   |
| 阪急六甲駅南にある矢穴石                   | 柏原 正民                                  | p2-4 |

### 第10号 ( 1990年11月20日 )
| 【写真】寛政６年銘の石臼 ( 倉敷市円通寺所在 ) | 【写真】寛政６年銘の石臼 ( 倉敷市円通寺所在 ) | p1   |
| 神戸大学付属病院採集の須恵器                  | 柏原 正民                                     | p2-4 |
| 倉敷市円通寺所在の寛政６年銘の石臼            | 史料館主任研究員 望月 浩                      | p4   |

### 第11号 ( 1991年2月20日 )
| 【写真】難波宮跡掘立柱建物跡 ( 1990年5月12日現地説明会より )           | 【写真】難波宮跡掘立柱建物跡 ( 1990年5月12日現地説明会より ) | p1   |
| 踏査メモ 灘・東灘区で見られる石工名のある石造物                        | 史料館研究員・芦ノ芽グループ員 藤川 祐作                     | p2   |
| ブラブラ博物館記 阪神編 No.2 -民俗資料展示を中心に見たその現状-        | 史料館研究員 望月 友二                                       | p3   |
| 大阪市中央体育館地域における難波宮跡などの保存を要望する要望書について | 神戸歴史研究会                                               | p3-4 |

### 第12号 ( 1991年5月20日 )
| 【写真】住吉川西岸水車跡 ( 東灘区住吉山手４丁目 ) | 【写真】住吉川西岸水車跡 ( 東灘区住吉山手４丁目 ) | p1   |
| 住吉川西岸の水車跡について                        | 柏原 正民                                         | p2-3 |
| 東灘区野寄墓地の石造遺物(1)                       | 史料館主任研究員 望月 浩                          | p3-4 |

### 第13号 ( 1991年8月31日 )
| 巻頭一言                               | 望月 浩   | p1   |
| 兵庫県下における部（べ）の分布について | 片岡 善亀 | p2-4 |

### 第14号 ( 1991年11月20日 )
| 【写真】神戸市北区道場町平田にある宝篋印塔 | 【写真】神戸市北区道場町平田にある宝篋印塔 | p1   |
| 道場町平田にある宝篋印塔                   | 六甲山麓遺跡調査会 浅岡俊夫                | p2-3 |
| 伊川谷の五輪塔（３）                       | 望月 浩                                    | p4   |

### 第15号 ( 1992年2月20日 )
| 【写真】西獺川水路取水口           | 【写真】西獺川水路取水口 | p1   |
| 巻頭一言                           | 望月 浩                  | p1   |
| 西獺川西岸の水車用水路現状レポート | 柏原 正民                | p2-4 |

### 第16号 ( 1992年5月20日 )
| 【写真】水車のモニュメント（JR住吉駅構内） | 【写真】水車のモニュメント（JR住吉駅構内） | p1   |
| 巻頭一言                                   | 望月 浩                                    | p1   |
| 灘区水車新田あれこれ                       | 片岡 善亀                                  | p2-6 |

### 第17号 ( 1992年8月20日 )
| 【写真】出石町町分の化粧地蔵                                    | 【写真】出石町町分の化粧地蔵     | p1 |
| 巻頭一言                                                        | 望月 浩                          | p1 |
| 出石の化粧地蔵                                                  | 柏原 正民                        | p2 |
| ブラブラ博物館記 阪神編 No.3 -民族資料展示を中心に見たその現状- | 史料館研究員 望月 友二           | p3 |
| 「石なご」あそび                                                | 播磨石造美術研究会会員 三浦 幸一 | p4 |

### 第18号 ( 1992年11月20日 )
| 【写真・拓本】伊川谷前開の道標 | 【写真・拓本】伊川谷前開の道標 | p1   |
| 巻頭一言                       | 望月 浩                        | p1   |
| 摂津国の城館と城に関する地名   | 片岡 善亀                      | p2-4 |
| 伊川谷の道標 ―新資料報告―      | 望月 浩                        | p4   |

### 第19号 ( 1993年3月10日 )
| 【写真】伊川谷前開の五輪塔（左塔） | 【写真】伊川谷前開の五輪塔（左塔） | p1   |
| 食い初め                           | 播磨石造美術研究会会員 三浦 幸一   | p2   |
| 伊川谷の五輪塔（４）               | 望月 浩                            | p3-4 |

### 第20号 ( 1993年5月20日 )
| 【写真】加古川闘竜灘の筌（） | 【写真】加古川闘竜灘の筌（） | p1   |
| 加古川で見た筌漁             | 柏原 正民                    | p2   |
| 伊川谷の五輪塔（５）         | 望月 浩                      | p3-4 |

### 第21号 ( 1993年8月20日 )
| 【鳥瞰図】廣田神社（『摂津名所図会』より） | 【鳥瞰図】廣田神社（『摂津名所図会』より） | p1   |
| 西摂津の荘園                               | 片岡 善亀                                  | p2-4 |

### 第22号 ( 1993年11月20日 )
| 【実測図】雲部車塚の実測図（宮内庁書陵部提供：『兵庫県史 考古資料編』より） | 【実測図】雲部車塚の実測図（宮内庁書陵部提供：『兵庫県史 考古資料編』より） | p1   |
| 古墳をめぐる「溝」                                                          | 柏原 正民                                                                   | p2-3 |
| ブラブラ博物館記 阪神編 No.4 -民族資料展示を中心に見たその現状-             | 望月 友二                                                                   | p4   |